# Championnat National 1 A 1998/99
Die Saison 1998/99 des Championnat National 1 A war die 25. Ausspielung der französischen Frauenfußballmeisterschaft seit der offiziellen Anerkennung des Frauenfußballs durch die FFF, den Fußballverband Frankreichs, im Jahr 1970 und der ersten Austragung in der Saison 1974/75. Das Championnat National 1 A wurde im reinen Ligamodus in einer aus einer einzigen Gruppe bestehenden, zwölf Teams umfassenden frankreichweiten höchsten Liga ausgetragen. Bei den französischen Fußballspielerinnen handelte es sich zu dieser Zeit offiziell noch um reine Amateure.
Die Vorjahressiegerinnen des FC Lyon konnten ihren Erfolg nicht wiederholen; stattdessen gewann der Toulouse Olympique Aérospatial Club seinen ersten Meistertitel.

## Qualifikation und Austragungsmodus
Für die Teilnahmeberechtigung wurde ausschließlich das Abschneiden in der Vorsaison berücksichtigt; qualifiziert waren die neun bestplatzierten Frauschaften des Vorjahres sowie drei Aufsteiger aus der in drei regionale Gruppen aufgeteilten zweiten Division (Championnat National 1 B). Somit umfasste die erste Liga in dieser Saison folgende Teilnehmer:
- aus dem Norden: USO Bruay-Labuissière, Juvisy FCF, Aufsteiger US Orléans, AS Saint-Quentin
- aus dem Westen: Aufsteiger Croix Blanche OSL Angers, ESOF La Roche, Chaffoteaux Sports Saint-Brieuc, ASJ Soyaux, Toulouse OAC
- aus dem Süden: Aufsteiger SC Caluire Saint-Clair, Titelverteidiger FC Lyon, Entente Montpellier Le Crès

Die Meisterschaft wurde in einer doppelten Punkterunde ausgespielt, in der jeder Verein in Heim- und Auswärtsspiel gegen jeden anderen antrat. Mit dieser Spielzeit wurde in der Frauenliga die im französischen Amateurfußball bis ins 21. Jahrhundert hinein übliche „modifizierte Drei-Punkte-Regel“ mit vier Punkten für einen Sieg, zwei für ein Unentschieden und einem für eine auf dem Spielfeld errungene Niederlage eingeführt; bei Punktgleichheit gab zunächst der direkte Vergleich und anschließend gegebenenfalls die bessere Gesamt-Tordifferenz den Ausschlag. Am Ende der Saison mussten die drei Tabellenletzten absteigen und wurden für die kommende Spielzeit durch die Gruppensieger der drei zweitklassigen Spielstaffeln ersetzt.

## Ergebnisse, Tabelle und Saisonverlauf
Hinweis: In Frankreich werden grundsätzlich nur die Pluspunkte in Tabellen angegeben.
|                        | CBO Ang | USO Bru | SC CSC | FCF Juv | ESO LaR | FC Lyo | Ent MLC | US Orl | CS StB | AS StQ | ASJ Soy | OAC Tou |
| CBOSL Angers           |         | 3:1     | 0:1    | 0:1     | 1:4     | 3:0    | 0:1     | 0:0    | 0:3    | 2:0    | 2:1     | 1:3     |
| USO Bruay-Labuiss.     | 4:1     |         | 2:3    | 0:5     | 2:3     | 0:1    | 4:4     | 1:1    | 1:5    | 1:2    | 2:6     | 2:3     |
| SC Caluire Saint-Clair | 5:0     | 3:0     |        | 1:5     | 1:3     | 1:2    | 1:1     | 4:1    | 1:5    | 3:0    | 2:1     | 2:3     |
| Juvisy FCF             | 5:0     | 3:0     | 2:1    |         | 3:3     | 2:3    | 5:0     | 1:1    | 3:1    | 5:0    | 3:1     | 0:2     |
| ESOF La Roche          | 3:0     | 3:1     | 1:1    | 3:1     |         | 0:0    | 2:1     | 1:1    | 1:0    | 6:1    | 2:1     | 1:1     |
| FC Lyon                | 1:0     | 1:1     | 2:1    | 0:2     | 1:1     |        | 3:1     | 4:1    | 2:1    | 2:1    | 3:0     | 0:3     |
| Entente Montp. Le Crès | 2:1     | 1:0     | 2:1    | 2:3     | 2:3     | 2:1    |         | 2:1    | 3:4    | 1:2    | 0:3     | 0:5     |
| US Orléans             | 2:0     | 1:1     | 3:1    | 0:1     | 1:3     | 2:1    | 4:2     |        | 0:3    | 3:4    | 2:1     | 0:7     |
| CS Saint-Brieuc        | 5:0     | 4:1     | 4:0    | 1:1     | 0:3     | 3:0    | 5:1     | 3:1    |        | 3:0    | 3:1     | 1:2     |
| AS Saint-Quentin       | 0:4     | 1:1     | 2:3    | 1:4     | 1:4     | 3:3    | 1:1     | 2:2    | 0:4    |        | 0:2     | 0:8     |
| ASJ Soyaux             | 2:2     | 6:0     | 2:2    | 2:3     | 0:2     | 3:0    | 3:1     | 3:0    | 1:2    | 9:0    |         | 1:4     |
| Toulouse OAC           | 3:0     | 5:1     | 9:0    | 1:0     | 0:2     | 4:1    | 3:0     | 4:0    | 3:1    | 1:0    | 2:1     |         |

| Pl. | Frauschaft                  | Sp | G  | U | V  | Tore  | Diff. | Pkte. |
| --- | --------------------------- | -- | -- | - | -- | ----- | ----- | ----- |
| 1.  | Toulouse OAC                | 22 | 20 | 1 | 1  | 76:14 |       | 83    |
| 2.  | ESOF La Roche               | 22 | 16 | 6 | 0  | 54:20 |       | 76    |
| 3.  | Juvisy FCF                  | 22 | 15 | 3 | 4  | 58:23 |       | 70    |
| 4.  | CS Saint-Brieuc             | 22 | 15 | 1 | 6  | 61:25 |       | 68    |
| 5.  | FC Lyon (TV)                | 22 | 10 | 4 | 8  | 31:35 |       | 56    |
| 6.  | SC Caluire Saint-Clair (N)  | 22 | 8  | 3 | 11 | 38:50 |       | 49    |
| 7.  | ASJ Soyaux                  | 22 | 8  | 2 | 12 | 50:37 |       | 48    |
| 8.  | US Orléans (N)              | 22 | 5  | 6 | 11 | 27:49 | −22 a | 43    |
| 9.  | Entente Montpellier Le Crès | 22 | 6  | 3 | 13 | 30:55 | −25 a | 43    |
| 10. | Croix Blanche Angers (N)    | 22 | 5  | 2 | 15 | 20:47 |       | 39    |
| 11. | AS Saint-Quentin            | 22 | 3  | 4 | 15 | 21:72 |       | 35    |
| 12. | USO Bruay-Labuissière       | 22 | 1  | 5 | 16 | 26:65 |       | 30    |

Die eigentliche Überraschung der Saison stellte das Abschneiden von ESOF La Roche dar, deren Frauschaft die Spielzeit ohne eine Niederlage beendete und zudem die einzige Frauschaft war, die gegen Toulouse nicht verloren hatte. Allerdings hatten die Spielerinnen aus der Vendée sich zu viele Unentschieden geleistet – darunter auch vor eigenem Publikum und gegen Mannschaften aus dem unteren Tabellenmittelfeld wie Caluire und Orléans –, und weil Toulouse OAC sämtliche zwanzig anderen Saisonpunktspiele gewonnen hatte, wurde ESOF nur Vizemeister hinter den Frauen aus der „rosafarbenen Stadt“. Keine Überraschung stellte hingegen die Tatsache dar, dass Juvisy und Saint-Brieuc die Verfolger dieses Spitzenduos waren, während Lyon eine besonders schwache Spielzeit absolvierte.
Von den drei Aufsteigern hatten die Frauen aus Caluire-et-Cuire sich den Klassenverbleib schon relativ frühzeitig gesichert, während Orléans und Angers – gemeinsam mit Montpellier Le Crès – bis kurz vor Saisonende um den Ligaerhalt zu kämpfen hatten, wobei es für Neuling CBOSLA am Ende nicht reichte. Die Elf aus dem Anjou musste Bruay und Saint-Quentin in die National 1 B begleiten. Dabei hatte die AS Saint-Quentin vier Partien auf gegnerischen Plätzen gewonnen, war zuhause aber ohne jeden Sieg geblieben. Diese drei Absteiger wurden zur folgenden Spielzeit durch Olympique Saint-Memmie, Stade Quimper und den FC Félines Saint-Cyr ersetzt, wobei es sich für den letztgenannten „Dorfverein“ aus der Ardèche um eine Premiere auf Erstliganiveau handelte.